# رامزی (کالیفرنیا)
رامزی (به انگلیسی: Rumsey) یک منطقهٔ مسکونی در ایالات متحده آمریکا است که در شهرستان یولو، کالیفرنیا واقع شده‌است. رامزی ۱۲۸ متر بالاتر از سطح دریا واقع شده‌است.